# 杨月楼
杨月楼（1844年—1890年7月17日），谱名久先，习艺后名久昌，以字行，安徽怀宁人，京剧演员。工老生、兼演武生，集奎（张二奎）、程（程长庚）、余（余三胜）三派之长，为同光十三绝之一。其猴戏尤获好评，有杨猴子之称。

## 生平
杨月楼幼时随父杨二喜卖艺，被张二奎发现后收为弟子，排名玉楼，和陆玉凤、沈玉莲、俞玉笙同门，与俞一文一武，并称双璧。他初习武生，后学老生。同治十一年（1872年）曾到上海加入金桂轩班，名噪一时。期间，因与富商千金韦阿宝的恋情而引发了清末四大奇案之一的杨月楼奇案。他被判流刑，不过因慈禧四十大寿而得以赦免。此后他回到北京，进入春台班。光绪二年（1876年）左右又回到上海，开设鹤鸣戏园，以猴戏为号召。再度回京后进入程长庚的三庆班。光绪四年（1878年），在程长庚呈请之下，他被保选为四品顶戴的精忠庙庙首。光绪六年（1880年）程长庚病逝后，接任三庆班班主之职。光绪十四年（1888年）经张淇林保荐，选入内廷升平署。光绪十六年（1890年）在百顺胡同寓所逝世。
杨月楼育有三子，长子家传、次子家英均早夭，三子杨小楼子承父志，后来则成为了京剧武生的一代宗师。此外，杨月楼还有传人凤林、凤宝等。

## 剧目
杨月楼出演的剧目包括老生戏《打金枝》、《五雷阵》、《四郎探母》、《群英会》、《镇潭州》、《御碑亭》、《回龙阁》、《定军山》、《阳平关》、《金水桥》、《取南郡》、《桑园会》、《安居平五路》、《下河东》、《伐东吴》，武生长靠戏《挑华车》、《长坂坡》、《伐子都》、《黄鹤楼》，短打戏《翠屏山》、《恶虎村》、《骆马湖》、《连环套》、《十字坡》，猴戏《安天会》、《芭蕉扇》、《泗州城》等。